# Rahvalivka, Ivankiv
Rahvalivka (în ucraineană Рахвалівка) este un sat în comuna Varivsk din raionul Ivankiv, regiunea Kiev, Ucraina.

## Demografie
Componența lingvistică a localității Rahvalivka
     Rusă (67,31%)
     Ucraineană (32,69%)
Conform recensământului din 2001, majoritatea populației localității Rahvalivka era vorbitoare de rusă (67,31%), existând în minoritate și vorbitori de ucraineană (32,69%).